# Фридрих, Франческо
Франческо Фридрих (нем. Francesco Friedrich, род. 2 мая 1990 года, Пирна) — немецкий бобслеист, пилот, 4-кратный олимпийский чемпион, 18-кратный чемпион мира и 8-кратный чемпион Европы, 7-кратный обладатель Кубка мира в двойках и 7-кратный обладатель Кубка мира в четвёрках. Один из наиболее титулованных бобслеистов в истории. Прежде чем перейти в бобслей, на профессиональном уровне занимался лёгкой атлетикой. 

## Биография
Франческо Фридрих родился 2 мая 1990 года в городе Пирна, федеральная земля Саксония. Активно занимался спортом уже с детства, в юности участвовал в основном в легкоатлетических соревнованиях, а в бобслей перешёл только в 2006 году, при этом сразу стал пилотом. Первое время его разгоняющим был родной брат Давид, однако во время тренировочного заезда на трассе в Альтенберге он получил серьёзную травму и принял решение уйти из профессионального спорта. В сезоне 2007/08 Франческо занял восьмое место на чемпионате Германии и получил право выступать на международных стартах, спустя два года стал регулярно попадать в десятку сильнейших на этапах Кубка Европы.

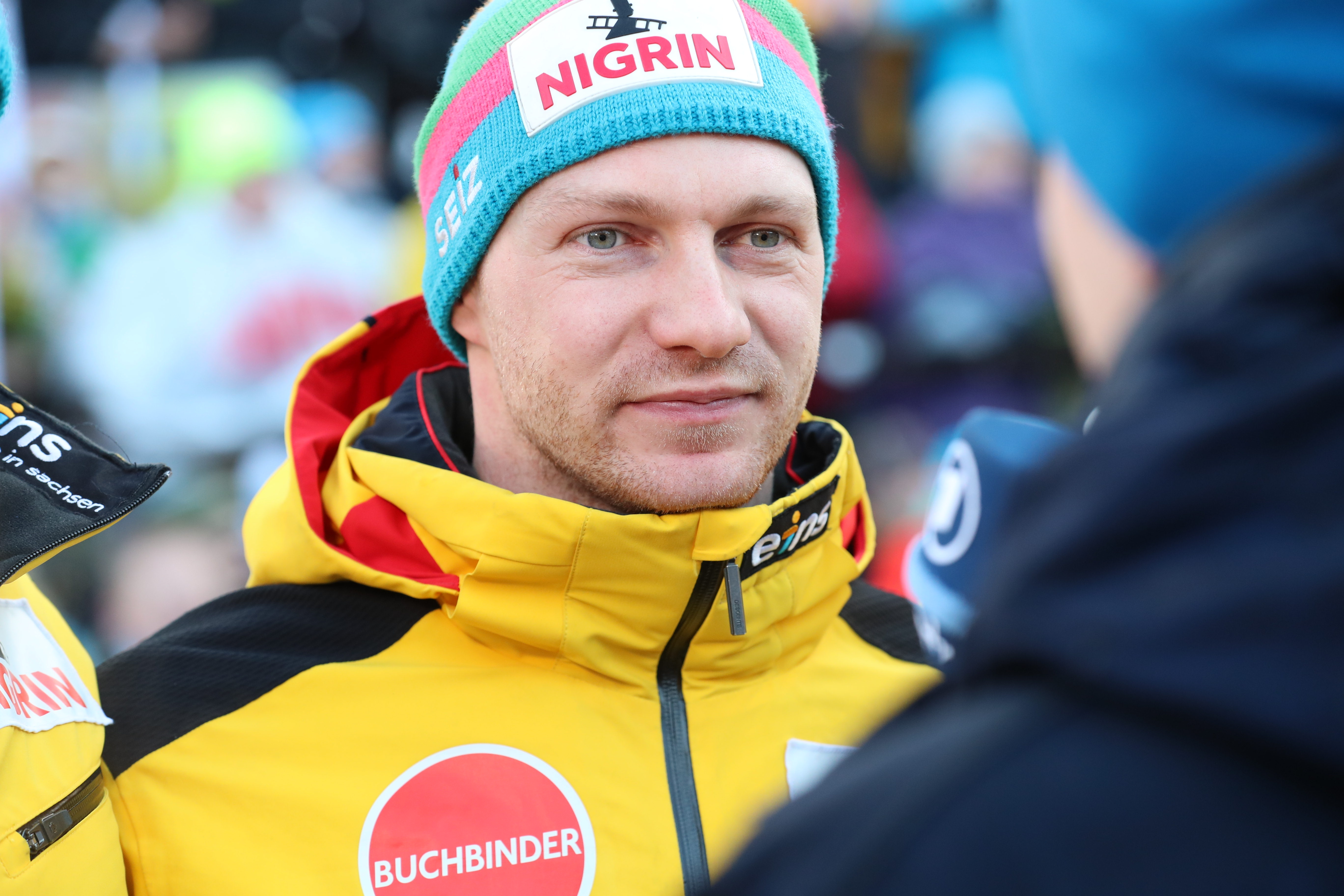
2020 год

Резкий подъём в карьере Фридриха произошёл в 2011 году, когда на молодёжном чемпионате мира в американском городе Парк-Сити он завоевал золотую медаль в двойках и серебряную в четвёрках. Эти победы позволили ему принять участие в заездах взрослого мирового первенства на домашней трассе в Кёнигсзее — здесь с двухместным экипажем он смог добраться только до одиннадцатой позиции, зато в смешанных состязаниях по бобслею и скелетону вместе с разгоняющим Флорианом Бекке проехал крайне удачно, удостоившись в итоге звания чемпиона мира. В январе 2012 года дебютировал в Кубке мира, на трассе в швейцарском Санк-Морице со своей четвёркой закрыл десятку сильнейших. Благодаря достойным кубковым заездам пробился на мировое первенство в Лейк-Плэсид, однако на сей раз остался без медалей: четвёртая строка в двойках и девятая в четвёрках. В 2013 год взял бронзу в зачёте двоек на чемпионате Европы в австрийском Иглсе, в тех же двойках одержал победу на мировом первенстве в Санкт-Морице, а также удостоился серебра в смешанных состязаниях по бобслею и скелетону.
Благодаря череде удачных выступлений Фридрих удостоился права защищать честь страны на зимних Олимпийских играх 2014 года в Сочи, где финишировал восьмым в программе двухместных экипажей и закрыл десятку сильнейших в программе четырёхместных (позднее из-за дисквалификации двух российских экипажей Фридрих поднялся на два места в обеих дисциплинах).
Франческо Фридрих считается одним из самых молодых пилотов в истории национальной сборной Германии, поскольку ему удалось пробиться в основной состав уже в возрасте двадцати лет, и не просто пробиться, а ещё и выиграть золото на взрослом чемпионате мира. Помимо занятий бобслеем, Фридрих также служит в немецких вооружённых силах.
В сезоне 2018/2019 стал обладателем Кубка мира в двойках, сумев с различными партнёрами победить во всех восьми гонках сезона.

### Выступления на Олимпийских играх
| Олимпийские игры | Возраст | Команда  | Двойки | Четвёрки |
| ---------------- | ------- | -------- | ------ | -------- |
| 2014 Сочи        | 23      | Германия | 6      | 8        |
| 2018 Пхёнчхан    | 27      | Германия | 1      | 1        |
| 2022 Пекин       | 31      | Германия | 1      | 1        |